# Музей загиблих літаків
Музей загиблих літаків — приватний музей літаків, які зазнали авіаційних катастроф у роки Другої світової війни, розташовується в селі Хоросно (Львівська область, Україна). Поруч пролягає автошлях E471/М06.

## Створення
Музей створив львівський дослідник і мандрівник, ІТ-фахівець Андрій Риштун спільно з іншими членами дослідницької групи, яка досліджує з використанням металодетекторів місця авіаційних катастроф військових літаків на території Західної України, а також відповідні відомості в архівах
Про пошук літаків Андрій Риштун каже таке:
| "Пошук будь-якого літака розпочинається з того, що хтось повідомляє про нього, якісь деталі. Бо навіть якщо площа пошуку – кілометр на кілометр, можна шукати увесь день і нічого так і не знайти. А місцеві мешканці під час, наприклад, збирання грибів чи ягід виявляють якісь уламки. Вони вже також орієнтуються, що коли це алюміній, значить це, найімовірніше, місце авіатрощі.".[2] |
Музей створений за результатами обстеження біля 38 місць падіння літаків в 1939-1945 роках на території Волинської, Закарпатської, Івано-Франківської, Львівської,  Рівненської, Тернопільської областей. Перший з літаків був віднайдений в 2015 році. Музей був відкритий 1 листопада 2020 року.
Першим експонатом був віднайдений біля гори Яйко-Ілемське (Івано-Франківська область) німецький бомбардувальник Junkers Ju 88. Біля Буковеля було віднайдено Junkers Ju 52, а біля Долини — Heinkel He 111.
За словами засновника музею, пошук літаків – це квест, оскільки за маленькими деталями необхідно встановити борт, номер літака, за можливості – ідентифікувати його. Також дослідники намагаються ідентифікувати членів екіпажу. Якщо це німецький літак, то зв'язуються з німцями, обмінюються даними жетону та даними екіпажу та його маршруту.".
Також дослідники встановлюють обставини падіння літаків, їх причини перебування у відповідному районі. На місцях віднайденя залишків літаків дослідники залишають пам'ятні таблички про загиблих членів екіпажу, яких було ідентифіковано.

## Експозиція
Експозиція музею містить 12 стендів з інформацією про віднайдені 12 літаків таких моделей: Junkers Ju 52, Junkers Ju 88, Heinkel He 111, Focke-Wulf Fw 190, Міг-3, Іл-2, Сб, Дб-3а, PZL.23 Karaś, Bell P-39 Airacobra, Douglas A-20 Havoc.
Стенди демонструють всю наявну інформацію про  процес пошуку, віднайдені літаки з їх частинами та іншими знахідками. 
Серед експонатів є подаровані двигуни літака Junkers Ju 52, кисневий балон, елементи парашутної системи, втулка від гвинта, хвіст від авіабомби, обладнання і частин фюзеляжу різних систем літаків.
Експозиція музею поповнюється також деталями літаків, які віднайшли інші люди. Так було надіслане шасі від румунського літака IAR 80 , віднайденого в морі.
У музеї є також залишки літака Douglas A-20 Havoc (Бостон-20), який в 1945 році біля Львова, між селами Якторів та Словіта збили вояки Української повстанської армії  за допомогою кулемета MG-42, коли той летів по маршруту з Москви до Берліна.
Біля приміщення музею встановлена створена львівськими митцями модель літака вагою 80 кг. та розмахом крил 2,1 м., яка складена з віднайдених частин 12, літаків: Junkers Ju 52, Junkers Ju 88, Heinkel He 111, Focke-Wulf Fw 190, Міг-3, Іл-2, Сб, Дб-3а, PZL.23 Karaś, Bell P-39 Airacobra, Douglas A-20 Havoc, Як-9 , Іл-4.

## Див також
- Авіація;
- Історія повітряної війни;
- Музеї Львова;
- Музеї Львівської області
- Повітряні сили Третього Рейху.